# Lockdown (TNA)
Lockdown è stato uno degli eventi in pay per view (PPV) della federazione di wrestling Total Nonstop Action realizzati nel mese di aprile dal 2005 al 2012, poi nel mese di marzo (2013 e 2014) mentre nel 2015 e nel 2016 si sono svolti nel mese di gennaio. 
 Dal 2015 è diventato un evento trasmesso come puntata speciale di Impact Wrestling ed in formato free dalle emittenti Destination America (2015) e Pop TV.
La particolarità in questo spettacolo è che tutti i match si svolgono in una gabbia d'acciaio.
Nel 2018 Impact Wrestling annuncia di non produrlo più neanche come puntata speciale anche se nel 2017 era già stato saltato.

## Edizioni Live
| Evento          | Data           | Città                      | Sede                          | Main event |
| --------------- | -------------- | -------------------------- | ----------------------------- | --- |
| Lockdown (2005) | 24 aprile 2005 | Orlando, Stati Uniti       | Impact Zone                   | A.J. Styles vs. Abyss in un Six Sides of Steel match per diventare number one contender al titolo NWA World Heavyweight Championship |
| Lockdown (2006) | 23 aprile 2006 | Orlando, Stati Uniti       | Impact Zone                   | Sting's Warriors (Sting, A.J. Styles, Rhyno e Ron Killings) vs. Jarrett's Army (Jeff Jarrett, Chris Harris, James Storm e Scott Steiner) in un Four-on-Four Lethal Lockdown match                                                         |
| Lockdown (2007) | 15 aprile 2007 | Saint Charles, Stati Uniti | Family Arena                  | Team Angle (Kurt Angle, Jeff Jarrett, Rhyno, Samoa Joe e Sting) vs.Team Cage (Christian Cage, Abyss, AJ Styles, Scott Steiner e Tomko) in un Five-on-Five Lethal Lockdown match                                                           |
| Lockdown (2008) | 13 aprile 2008 | Lowell, Stati Uniti        | Tsongas Arena                 | Kurt Angle (c) vs. Samoa Joe in un Six Sides of Steel Cage match per il titolo TNA World Heavyweight Championship |
| Lockdown (2009) | 19 aprile 2009 | Filadelfia, Stati Uniti    | Liacouras Center              | Sting (c) vs. Mick Foley in un Six Sides of Steel Cage match per il titolo TNA World Heavyweight Championship |
| Lockdown (2010) | 19 aprile 2010 | Saint Charles, Stati Uniti | Family Arena                  | Team Hogan (Hulk Hogan, Abyss, Rob Van Dam, Jeff Jarrett e Jeff Hardy) vs. Team Flair (Ric Flair, Sting, James Storm, Robert Roode e Desmond Wolfe) in un Five-on-Five Lethal Lockdown match                                              |
| Lockdown (2011) | 17 aprile 2011 | Cincinnati, Stati Uniti    | US Bank Arena                 | Fortune (Christopher Daniels, Kazarian, Robert Roode e James Storm) vs. Immortal (Ric Flair, Abyss, Bully Ray e Matt Hardy) in a Four-on-Four Lethal Lockdown match Sting vs. Rob Van Dam e Mr. Anderson in uno Steel cage match          |
| Lockdown (2012) | 15 aprile 2012 | Nashville, Stati Uniti     | Nasville Municipal Auditorium | Bobby Roode (c) vs. James Storm in un Steel cage match per il titolo TNA World Heavyweight Championship |
| Lockdown (2013) | 10 marzo 2013  | San Antonio, Stati Uniti   | Alamodome                     | Jeff Hardy (c) vs. Bully Ray in un Steel cage match per il titolo TNA World Heavyweight Championship |
| Lockdown (2014) | 09 marzo 2014  | Miami, Stati Uniti         | BankUnited Center             | Team MVP (MVP, The Wolves (Davey Richards e Eddie Edwards) e Willow) vs. Team Dixie (Bobby Roode, Austin Aries e The BroMans (Robbie E e Jessie Godderz)) in un Eight-man Lethal Lockdown match con Bully Ray come Special guest referee. |
|                 |                |                            |                               | Note riassuntive di tutte le edizioni (c) = campione in carica al momento dell'inizio del match |

## Edizioni Successive
| Evento                            | Data                                                        | Città                 | Sede             | Main event |
| --------------------------------- | ----------------------------------------------------------- | --------------------- | ---------------- | --- |
| Impact Wrestling: Lockdown (2015) | Registrato il 30 gennaio 2016 Trasmesso il 23 febbraio 2016 | New York, Stati Uniti | Manhattan Center | Team Angle (Kurt Angle, Austin Aries, Gunner e Lashley) vs. The Beat Down Clan (MVP, Kenny King, Samoa Joe e Low Ki) in un Eight-man Lethal Lockdown match. |
| Impact Wrestling: Lockdown (2016) | Registrato il 30 gennaio 2016 Trasmesso il 23 febbraio 2016 | Londra, Regno Unito   | Wembley Arena    | Matt Hardy (c) vs. Ethan Carter III in un Six Sides of Steel match per il titolo TNA World Heavyweight Championship                                         |
|                                   |                                                             |                       |                  | Note riassuntive di tutte le edizioni (c) = campione in carica al momento dell'inizio del match                                                             |